# 利奥波德大街
利奥波德大街（德语：Leopoldstraße）是慕尼黑的一条重要的大道，跨马克斯近郊、施瓦宾和米贝茨霍芬三区，在凯旋门以北，作为路德维希大街的延续。

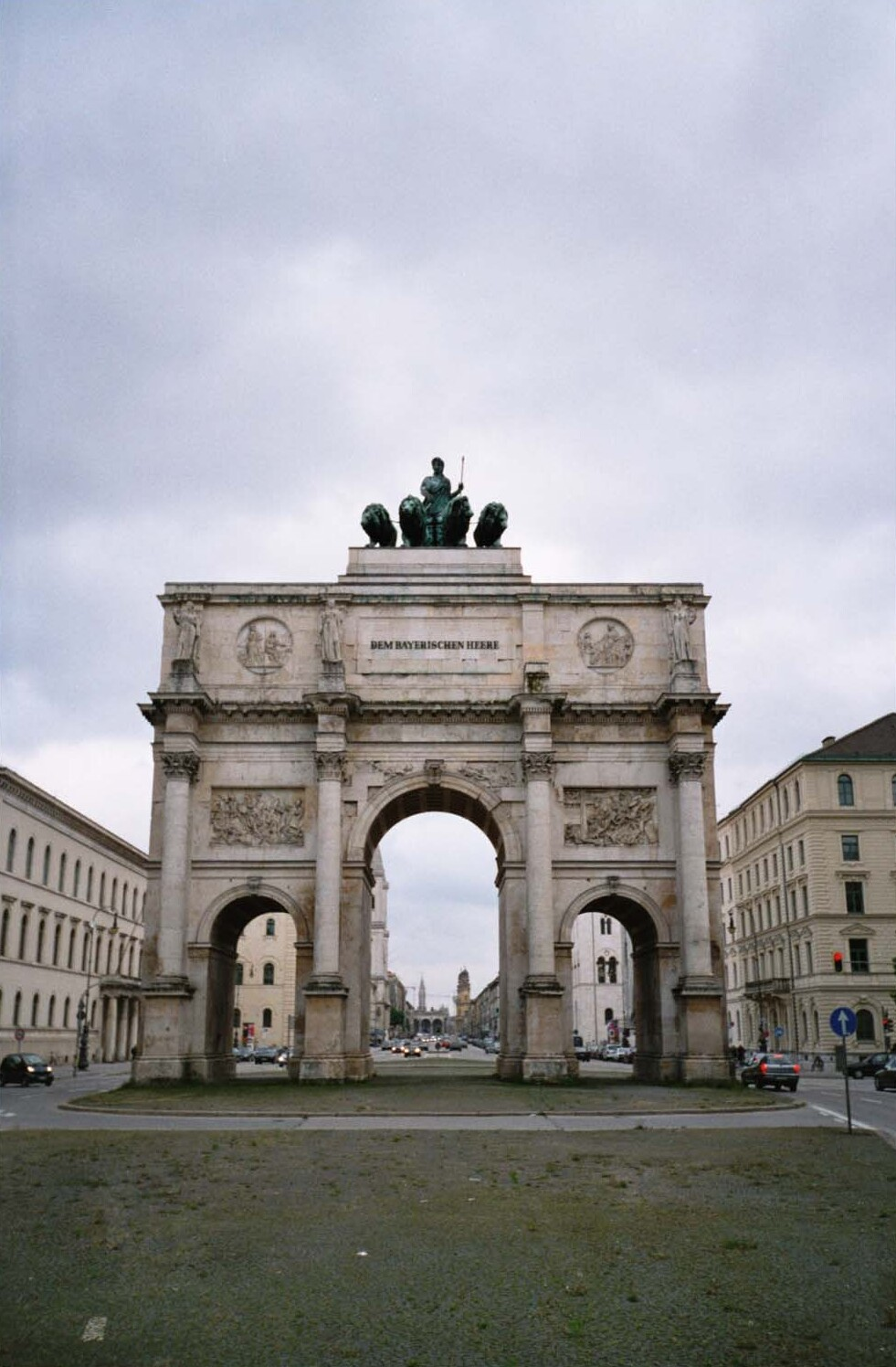
凯旋门

## 建筑
1891年施瓦宾区并入慕尼黑以后，这条街以巴伐利亚的利奥波德王子（摄政王巴伐利亚的柳特波德之子）命名。此前，这条路的南段被称为施瓦宾路，北段称为因戈尔斯塔特大街。

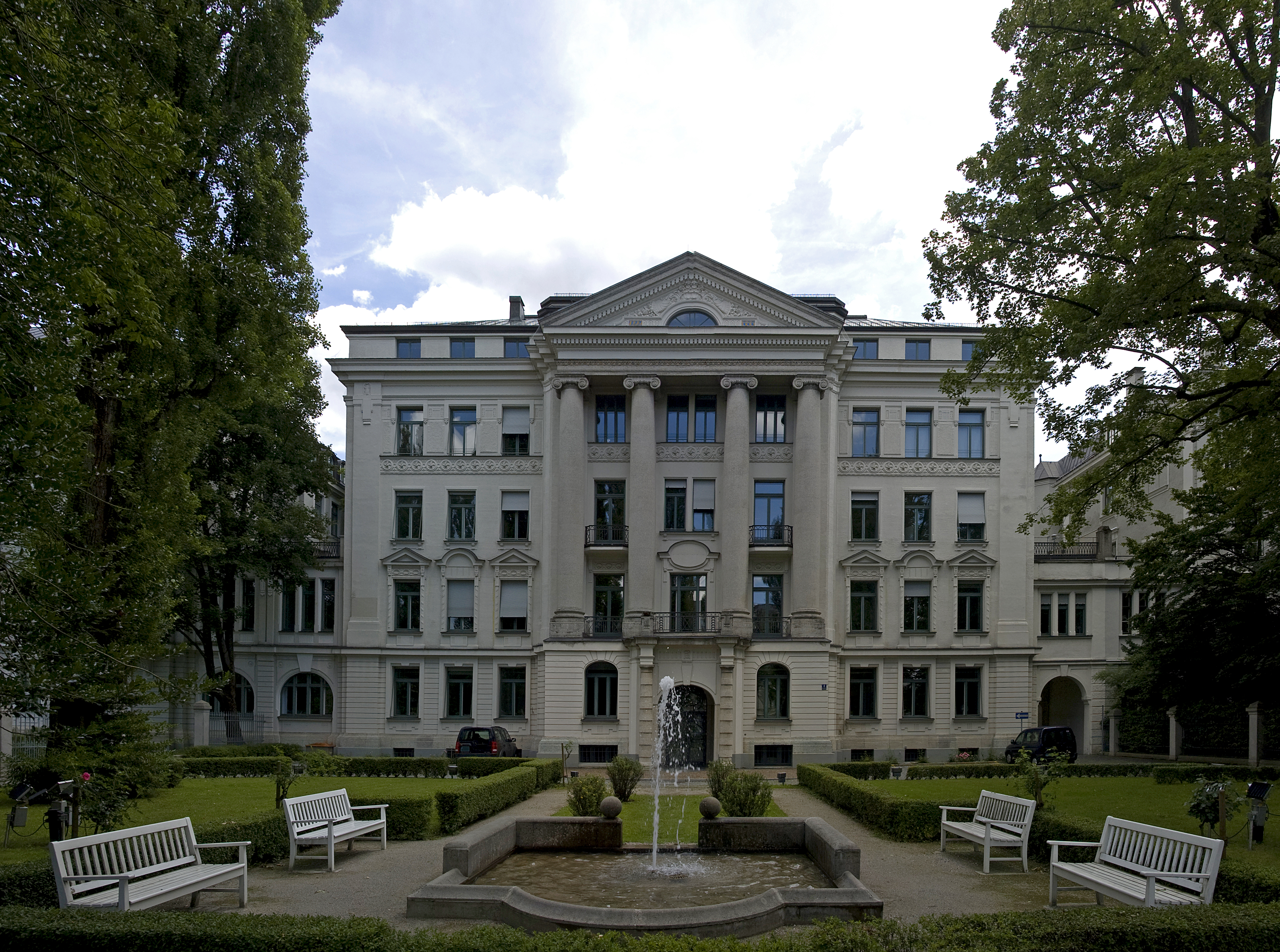
利奥波德大街4号

利奥波德大街南起凯旋门和慕尼黑美术学院，到慕尼黑自由广场（Münchner Freiheit）和新教救主堂，然后再向北。左边的第一个房子，是路德维希一世的情妇洛拉·蒙特斯的别墅，今天是慕尼黑大学学生会的所在地。大型雕塑“行走的人”是由艺术家乔纳森·博洛夫斯基创作。
这条街是慕尼黑最重要的街道之一，布满了商店、电影院、酒店、露天咖啡馆和餐馆，全年举办各种活动 如慕尼黑马拉松和街道生活节，届时利奥波德大街会部分或全部封锁。即使在重大体育赛事之后，施瓦宾大道也会被庆祝的粉丝占据。在慕尼黑自由广场以东的横街有许多酒吧，其中一些有现场音乐。 
街道下面是1971年开通的慕尼黑地铁3号线和6号线的隧道以及吉瑟拉大街站和慕尼黑自由广场站。
1962年施瓦宾骚乱和1995年至2001年的Technoparade游行都发生在利奥波德大街。
48°55′26″N 11°21′11″E / 48.924°N 11.353°E